# Risa Ozaki
Risa Ozaki (japonés:リサ尾崎; nació el 10 de abril de 1994 en Kobe) es una jugadora de tenis japonesa.
Ozaki ha ganado 7 títulos individuales de la ITF en su carrera. En abril de 2017, alcanzó su mejor ranking individual el cual fue la número 70 del mundo. En marzo de 2017, alcanzó el puesto número 246 del mundo en el ranking de dobles.
Ozaki hizo debut en la WTA en gira de Tashkent Open 2013, después de haber entrado en la fase de clasificación y derrotar Veronika Kapshay y Ksenia palkina por un lugar en el cuadro principal. Ella se enfrentó a la también calificada Kateryna Kozlova y venció a la ucraniana en dos sets, registro simultáneo de su primera victoria el cuadro principal en el nivel de la WTA. Ella fue derrotada posteriormente en la segunda ronda; Sin embargo, ya que perdió con Nastassja Burnett en un tie-break-set final.

## Títulos WTA (0; 0+0)

### Dobles (0)
| Leyenda                    |
| -------------------------- |
| Grand Slam (0)             |
| Juegos Olímpicos (0)       |
| WTA Tour Championships (0) |
| Premier Mandatory (0)      |
| Premier 5 (0)              |
| Premier (0)                |
| International (0)          |

#### Finalista (1)
| N.º | Fecha               | Torneos    | Superficie | Pareja       | Oponentes                         | Resultado |
| --- | ------------------- | ---------- | ---------- | ------------ | --------------------------------- | --------- |
| 1.  | 23 de julio de 2016 | Washington | Dura       | Shuko Aoyama | Monica Niculescu Yanina Wickmayer | 4-6, 3-6  |

## Títulos ITF

### Individual (7)
| Torneos de $100,000 |
| Torneos de $80,000  |
| Torneos de $60,000  |
| Torneos de $25,000  |
| Torneos de $15,000  |
| Torneos de $10,000  |

| N.º | Fecha                  | Torneo                  | Superficie | Oponentes       | Resultado        |
| --- | ---------------------- | ----------------------- | ---------- | --------------- | ---------------- |
| 1.  | 2 de junio de 2013     | Changwon, Corea del Sur | Dura       | Zhang Yuxuan    | 6–4, 6–4         |
| 2.  | 21 de julio de 2013    | Granby, Canadá          | Dura       | Samantha Murray | 0–6, 7–5, 6–2    |
| 3.  | 20 de junio de 2015    | Incheon, Corea del Sur  | Dura       | Liu Chang       | 5–7, 7–6(4), 6–3 |
| 4.  | 5 de julio de 2015     | Stuttgart, Alemania     | Arcilla    | Romina Oprandi  | 6–4, 7–5         |
| 5.  | 30 de octubre de 2016  | Bendigo, Australia      | Dura       | Asia Muhammad   | 6–3, 6–3         |
| 6.  | 6 de noviembre de 2016 | Canberra, Australia     | Dura       | Georgia Brescia | 6–4, 6–4         |
| 7.  | 23 de junio de 2019    | Yakarta, Indonesia      | Dura       | Arianne Hartono | 6-4 6-1          |